# هارموني كوريني
هارموني كوريني (بالإنجليزية: Harmony Korine) (و. 1973  م) هو مخرج أفلام، وكاتب سيناريو، ومشغل الكاميرا، وكاتب أمريكي.

## الحياة المبكرة
وُلد كوريني لعائلة يهودية في بوليناس، كاليفورنيا، وهو ابن إيف وسول كوريني. كان والده مهاجرًا إيرانيًا يهوديًا.كان والده راقصًا نقريًا وأنتج أفلامًا وثائقية لشبكة (بالإنجليزية: PBS) في السبعينيات عن ”مجموعة من الشخصيات الجنوبية الملونة“؛ وكان يصطحب كوريني إلى الكرنفالات والسيرك وعلمه كيفية استخدام كاميرا البوليكس.في طفولته، كان كوريني يشاهد الأفلام مع والده واصطحبه لمشاهدة ”حتى الأقزام بدأوا صغارًا“ (1970) للمخرج فيرنر هرتسوغ في السينما. يتذكر كورين قائلاً: ”كنت أعرف أن هناك شعرًا في السينما لم أشاهده من قبل وكان قويًا للغاية.

## وصلات خارجية
- هارموني كوريني على موقع IMDb (الإنجليزية)
- هارموني كوريني على موقع روتن توميتوز (الإنجليزية)
- هارموني كوريني على موقع مونزينجر (الألمانية)
- هارموني كوريني على موقع قاعدة بيانات الأفلام العربية
- هارموني كوريني على موقع ألو سيني (الفرنسية)
- هارموني كوريني على موقع ميوزك برينز (الإنجليزية)
- هارموني كوريني على موقع أول موفي (الإنجليزية)
- هارموني كوريني على موقع قاعدة بيانات الأفلام السويدية (السويدية)
- هارموني كوريني على موقع إن إن دي بي (الإنجليزية)
- هارموني كوريني على موقع أول ميوزيك (الإنجليزية)